# Olaf Förster
Olaf Förster (Karl-Marx-Stadt, RDA, 2 de noviembre de 1962) es un deportista de la RDA que compitió en remo. Su esposa, Kerstin Pieloth, compitió en el mismo deporte.
Participó en los Juegos Olímpicos de Seúl 1988, obteniendo una medalla de oro en la prueba de cuatro sin timonel. Ganó cinco medallas en el Campeonato Mundial de Remo entre los años 1985 y 1990.

## Palmarés internacional
| Juegos Olímpicos   | Juegos Olímpicos         | Juegos Olímpicos  | Juegos Olímpicos   |
| Año                | Lugar                    | Medalla           | Prueba             |
| ------------------ | ------------------------ | ----------------- | ------------------ |
| 1988               | Seúl (Corea del Sur)     | Medalla de oro    | Cuatro sin timonel |
| Campeonato Mundial |                          |                   |                    |
| Año                | Lugar                    | Medalla           | Prueba             |
| 1985               | Malinas (Bélgica)        | Medalla de bronce | Cuatro sin timonel |
| 1986               | Nottingham (Reino Unido) | Medalla de bronce | Dos con timonel    |
| 1987               | Copenhague (Dinamarca)   | Medalla de oro    | Cuatro sin timonel |
| 1989               | Bled (Yugoslavia)        | Medalla de oro    | Cuatro sin timonel |
| 1990               | Tasmania (Australia)     | Medalla de bronce | Cuatro sin timonel |